# Прощання за межею
«Прощання за межею» («Հրաժեշտ սահմանագծից անդին») — радянський художній фільм 1981 року, знятий режисером Кареном Геворкяном на кіностудії «Вірменфільм».

## Сюжет
Молода дівчина, студентка університету, гостро переживає фальш і святенництво, лицемірство та бездуховність. Вона шукає опору і відповіді на її запитання у чоловіків, з якими зустрічається. Але жодному з них не вистачає мужності відповісти на її почуття так само відверто. Фільм було завершено, але не випущено на екрани.

## У ролях
- Л. Манукян — Лусіне
- А. Миракян — мати Лусіне
- В. Плузян — батько Лусіне
- Левон Арутюнян — Аспет
- Вруйр Арутюнян — Фело
- В. Мартиросян — лікар
- Г. Явурян — батько Фело

## Знімальна група
- Режисер — Карен Геворкян
- Сценаристи — Карен Геворкян, Олександр Диванян
- Оператор — Альберт Явурян
- Композитор — Юрій Арутюнян
- Художник — Гурген Манукян